# Daniel Ernst von Zepelin
Daniel Ernst von Zepelin (ca. 1662 – 1733) var en mecklenburgsk officer i dansk tjeneste. Han avancerede til generalmajor.
24. januar 1701 giftede han sig i København med Marie Elisabeth von Kiesslingen.